# 吉米镇
吉米镇，是中华人民共和国四川省凉山彝族自治州甘洛县下辖的一个乡镇级行政单位。2020年6月，撤销阿嘎乡、波波乡，将原阿嘎乡和原波波乡所属行政区域划归吉米镇管辖。

## 行政区划
吉米镇下辖以下地区：
色达村、阿沙莫村、瓦古脚村、哈洛村、呷洛村、以呷村和热哈村。